# Johnny Wilson
Giovanni Francesco Panica (Nova Iorque, 23 de março de 1893 - Boston, 8 de dezembro de 1985) foi um pugilista americano, campeão mundial dos pesos-médios entre 1920 e 1923.

## Biografia
Descedente de italianos, Johnny Wilson, cujo nome verdadeiro era Giovanni Panica, iniciou sua carreira como boxeador profissional em 1912. Confiante em sua potente mão esquerda, Wilson esperava se tornar um grande campeão, todavia, sua irregularidade dentro dos ringues demonstrava que não passaria de um lutador mediano.
No entanto, em 1920, a carreira de Wilson sofreu uma fantástica guinada, quando este subiu ao ringue contra o campeão mundial dos pesos-médios Mike O'Dowd. Aquela altura já acumulando catorze derrotas em seu cartel, Wilson inesperadamente derrotou o campeão, em uma decisão nos pontos, após doze assaltos de combate.
Elevado à condição de campeão mundial dos pesos-médios, Wilson conseguiu defender seu título em quatro ocasiões, ao longo dos anos seguintes, incluindo uma contestada revanche contra o ex-campeão Mike O'Dowd.
Por fim, em 1923, em sua quinta tentativa de defesa, Wilson acabou sendo destronado por Harry Greb, em uma luta na qual Wilson foi amplamente dominado pelo desafiante. Posteriormente, Wilson tentou recuperar seu título diante de Greb, porém, uma vez mais acabou sendo superado.
Abandonando os ringues em 1926, Wilson, que supostamente tinha conexões com a máfia, se encarregou de gerenciar uma boate em Nova Iorque. Faleceu em 1985, aos 92 anos de idade.